# Атнилов, Данил Атнилович
Атнилов Данил Атнилович (1913—1968) — горско-еврейский (татский) поэт.

## Биография

### Происхождение
Данил Атнилов родился в Дербенте (ныне в Дагестане) в 1913 году. Среднее образование получил в 1933—1936 годах в редакционно-издательском техникуме в Москве. 
Работал в Дагестанском книжном издательстве редактором татского отдела. 

### Творчество
Первые стихотворения Атнилова были опубликованы в начале 1930-х годов в дербентской газете «Захметкеш». Во второй половине 1930-х принимал активное участие в издании татской учебной и художественной литературы. Его стихи вошли в составленный им же первый татский литературный альманах. Занимался переводом на горско-еврейский язык классиков русской поэзии. 
В июне 1941 года окончил филологический факультет Дагестанского педагогического института.
Участвовал в Великой Отечественной войне: сначала был разведчиком, а после ранения стал военным корреспондентом. После окончания войны работал в одной из махачкалинских газет.
После войны занимался обработкой и публикацией горско-еврейского фольклора и литературы, продолжая при этом писать стихи. В 1948 году вышел его первый поэтический сборник «Волны сердца». За ним последовали сборники «Светлые черты», «Образ времени», «Верная звезда», «Цветы человечества» и другие. Также Атнилов много писал для детей: сборники «Первый урок», «Дети такие мне нравятся очень», «Мальчик Нахшун и его друзья». Атнилов внёс заметный вклад в горско-еврейскую поэзию, обогатил её новыми темами, образами и художественными решениями.
Д. Атнилов с 1949 года член Союза писателей СССР. С начала 1950-х годов жил в Москве.